# Конкурс піаністів імені Фридеріка Шопена
Конкурс піаністів імені Фридерика Шопена — конкурс академічних піаністів, що проходить у Варшаві один раз на п'ять років і присвячений винятково музиці Фридерика Шопена.
Конкурс був уперше проведений 1927 року з ініціативи польського піаніста і музичного педагога Єжи Журавльова. До початку Другої світової війни конкурс відбувся тричі, і всі три рази його виграли радянські піаністи. У 1949 році пройшов четвертий конкурс, а з 1955-го відновився нормальний п'ятирічний цикл.

## Переможці конкурсу
| 1927 | Лев Оборін (СРСР)                                                   |
| 1932 | Олександр Юнінський (СРСР)                                          |
| 1937 | Яків Зак (СРСР)                                                     |
| 1949 | Белла Давидович (СРСР) і Галина Черни-Стефанська (Польща)           |
| 1955 | Адам Харасевич (Польща)                                             |
| 1960 | Мауріціо Полліні (Італія)                                           |
| 1965 | Марта Аргерих (Аргентина)                                           |
| 1970 | Гаррік Олссон (США)                                                 |
| 1975 | Кристіан Цимерман (Польща)                                          |
| 1980 | Данг Тхай Шон (В'єтнам)                                             |
| 1985 | Станіслав Бунін (СРСР)                                              |
| 1990 | першої премії не присуджено                                         |
| 1995 | першої премії не присуджено (друга премія — Олексій Султанов (США)) |
| 2000 | Юнді Лі (Китай)                                                     |
| 2005 | Рафал Блехач (Польща)                                               |
| 2010 | Юліанна Авдєєва (Росія)                                             |

## Цікаві факти
- В 1955 р. члени журі конкурсу Лев Оборін (переможець першого конкурсу в 1927 р.) і Артуро Бенедетті Микеланджелі відмовилися підписати підсумковий протокол, протестуючи проти присудження першого місця польському піаністові Харасевичу замість відсунутого на друге місце Володимира Ашкеназі. В 1980 році стався аналогічний випадок: член журі Марта Аргерих покинула конкурс у знак протесту після того, як югославський піаніст Іво Погорелич не був допущений до третього туру.
- Після того, як в 1990 й 1995 рр. журі двічі поспіль не присудило першої премії, така можливість була усунута із правил.
- Переможець конкурсу 2005 року польський піаніст Рафал Блехач[pl], крім головного призу конкурсу, одержав і всі чотири додаткових призи першорядної важливості: за найкраще виконання полонезу, мазурки, сонати й концерту.